# Municipio de San Miguel Tecomatlán
El municipio de San Miguel Tecomatlán es un municipio de 266 habitantes situado en el Distrito de Nochixtlán, Oaxaca, México. Su cabecera es la localidad de San Miguel Tecomatlán.
Colinda al norte con los municipios de San Mateo Etlatongo y San Francisco Chindúa, al sur con los municipios de San Francisco Jaltepetongo y Santiago Tilantongo, al este con el municipio de Magdalena Zahuatlán y al oeste con el municipio de San Francisco Nuxaño.

## Demografía
En el municipio habitan 266 personas, de las cuales, el 6% habla una lengua indígena. TIene un grado de marginación medio.

## Organización
Dentro del municipio existen estos poblados: 
| Localidad             | Población (2010) |
| --------------------- | ---------------- |
| San Miguel Tecomatlán | 210              |
| San Isidro            | 72               |
| Santa Cruz            | 20               |
| El Conejo             | 6                |